# Saint Sébastien (Le Bernin)
Pour les articles homonymes, voir Saint Sébastien (homonymie).
Saint Sébastien est l'une des premières sculptures de l'artiste italien Gian Lorenzo Bernini, dit Le Bernin. Réalisée entre 1617 et 1618, l'œuvre présente le martyr chrétien saint Sébastien attaché à un arbre, la chair blessée par des tirs de flèches. Un peu plus petite que de grandeur nature, la sculpture fait partie de la collection privée de Carmen Cervera et est actuellement exposée au Museo Thyssen-Bornemisza de Madrid.